# Ben Richardson
Ben Richardson (Overland Park, Kansas 26 de febrero de 1996) es un baloncestista estadounidense que pertenece a la plantilla del BC Kolín de la NBL, la primera división del baloncesto checo. Con 1,91 metros de estatura, juega en la posición de base o escolta.

## Trayectoria deportiva

### Universidad
Jugó durante cuatro temporadas con los Ramblers de la Universidad Loyola Chicago, en las que promedió 6,0 puntos, 2,4 rebotes, 2,4 asistencias y 1,1 robos de balón por partido. En su última temporada fue elegido Jugador Defensivo del Año de la Missouri Valley Conference e incluido en el mejor quinteto defensivo de la conferencia.

### Profesional
Tras no ser elegido en el Draft de la NBA de 2018, el 20 de julio formó su primer contrato profesional con el MKS Dąbrowa Górnicza de la PLK, la primera división del baloncesto polaco.